# Stefan Olsdal

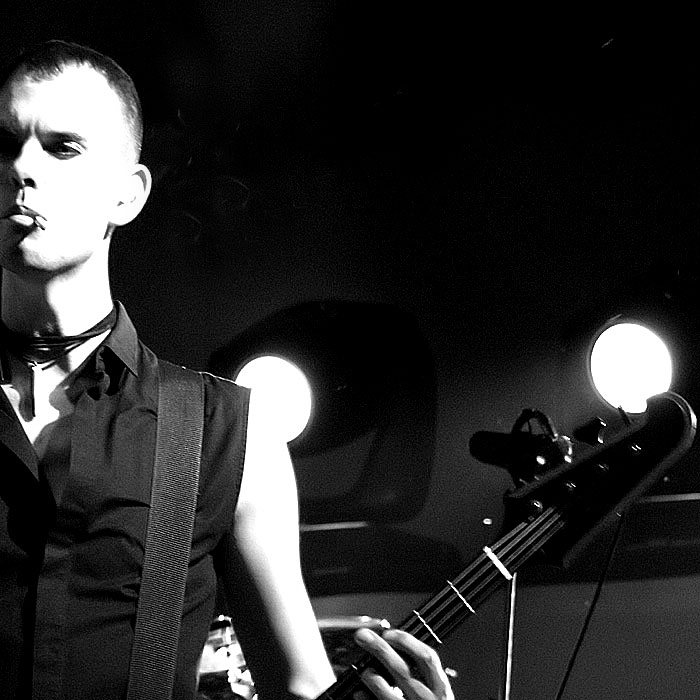
Stefan Olsdal, 2006

Stefan Alexander Bo Olsdal (* 31. März 1974 in Göteborg) ist Bassist in der Band Placebo und Mitglied der englisch-spanischen Band Hotel Persona.
Olsdal besuchte wie Brian Molko die American International School of Luxembourg, allerdings hatten sie wenig miteinander zu tun, da sich ihre Freundeskreise unterschieden. 1987 begann er seine musikalische Laufbahn im Schulorchester als Schlagzeuger. Im Hintergrund fühlte er sich jedoch nicht sehr wohl und beschloss Bass und Piano zu lernen. 1994 traf er zufällig Brian Molko in London, wo Olsdal auf einer Musikschule war und Molko Schauspiel studierte. Sie gründeten zusammen mit Schlagzeuger Steve Hewitt die Band Ashtray Heart, die bald in Placebo umbenannt wurde. Da Hewitt noch Verträge mit anderen Bands hatte, musste für das erste Placebo-Album Robert Schultzberg, ein Freund Olsdals, einspringen. Seine Vorbilder sind Bands wie Abba, Sonic Youth, Pixies und Depeche Mode. 1996 outete sich Olsdal als homosexuell in einem Interview mit der Zeitschrift Melody Maker.
Hotel Persona besteht aus Stefan Olsdal, David Amen und Javier Solo. Das Projekt begann, als Olsdal und Amen zusammen DJten und auch eigene Tracks schrieben. Javier Solo sang die spanischen Texte und Olsdal die englischen. Ihr Debütalbum In the Clouds bzw. En las nubes wurde 2008 veröffentlicht.

## Equipment
| Instrument | Marke                                        |
| ---------- | -------------------------------------------- |
| Bass       | Gibson Thunderbird                           |
| Gitarre    | Gibson Les Paul Custom & Gretsch Anniversary |